# Христос Думас
 Тази статия е за гръцкия революционер.  За югославския лекар вижте Христо Дума.  
Христос Д. Думас (на гръцки: Χρήστος Δ. Δούμας) е гръцки революционер, деец на Гръцката въоръжена пропаганда в Македония от началото на XX век.

## Биография
Думас е роден в 1854 година. Работи като търговец на едро. Настоятел е на гръцките училища в Битолско. През пролетта на 1903 година влиза в първия комитет на Македонската Филики етерия „Отбрана“ заедно с Аргириос Захос, Филипос Капетанопулос, Теодорос Модис и Йон Драгумис. Целта на организация е да се убеди правителството Георгиос Теотокос да засили подпомагането на въоръжената защита на гърците от Македония. На 20 февруари 1903 година, след като Думас отказва да даде пари на Вътрешната македоно-одринска революционна организация, български дейци правят неуспешен опит да го убият.
Умира в 1914 година. Погребан е в гръцкото гробище в Буково.